# Biblioteca nacional de Tabriz
La Biblioteca nacional de Tabriz o la Biblioteca central de Tabriz (en persa: کتابخانه ملی تبریز) fue fundada en 1956 por Nakhjavani con la ayuda de la gente de Tabriz, en el norte de Irán. Contiene varios libros escritos a mano. La biblioteca se llama Nacional debido a su estructura sin fines de lucro y no gubernamental. Inicialmente la biblioteca comenzó con los libros que eran recogidos por personas particulares, el edificio también se construyó sin ninguna inversión gubernamental.
El edificio original se encontraba en las inmediaciones de una mezquita. Después de la revolución iraní, la construcción inicial fue destruida en 1978 por el ala dura del gobierno de entonces y se trasladaron a los libros a otros edificios cerca del Parque Golestan.
Posteriormente el gobierno de Irán iniciaría la construcción de una nueva y moderna sede.